# Михановичи (станция)
 Михановичи (бел. Міханавічы) — железнодорожная станция, расположенная в Минском районе между платформой Асеевка и платформой Седча.
Станция расположена в одноимённом агрогородке.

## В пути
Время в пути[откуда?] со всеми остановками около 25 минут на поездах городских линий, 28-36 минут на поездах региональных линий экономкласса.